# Gare de La Bastide - Saint-Laurent-les-Bains
Gare de La Bastide - Saint-Laurent-les-Bains vasútállomás Franciaországban, La Bastide-Puylaurent településen.

## Vasútvonalak
Az állomást az alábbi vasútvonalak érintik:
- Saint-Germain-des-Fossés-Nîmes-Courbessac-vasútvonal

## Kapcsolódó állomások
A vasútállomáshoz az alábbi állomások vannak a legközelebb:
- Gare de Langogne (Gare de Saint-Germain-des-Fossés, Saint-Germain-des-Fossés-Nîmes-Courbessac-vasútvonal)
- Gare de Villefort (Gare de Nîmes, Saint-Germain-des-Fossés-Nîmes-Courbessac-vasútvonal)
- Gare de Chasseradès
- Gare de Luc